# Немачки овчар
Немачки овчар, или вучјак, је раса паса селектована и одгајана за чување стоке, превасходно оваца. Немачки овчар је врста паса из ФЦИ групе 1 (пастирски пси и пси терачи стоке, осим швајцарских пастирских раса).
Немачки овчари су били службени пси у југословенској војсци. Најпознатији је мајор Листер који је погинуо у бици на Кошарама 1999. године бранећи Косово и Метохију од албанских сепаратиста.

## Карактеристике

### Општи изглед
Немачки овчар је средње величине, благо издужен, снажан; кости су суве, целокупна грађа је чврста. Немачки овчар треба да буде смирен: нервно стабилан, сигуран у себе, миран и опрезан. Он мора да поседује храброст, борбеност и оштрину да би био погодан за разноврсну употребу посебно као пратилац, стражар и заштитник.

### Важне мере
Висина гребена код мужјака износи од 60 — 65 cm, а код женки износи 55 — 60 cm. Дужина трупа прелази висину гребена за око 10—15%.

### Боја
Пас је са кестењастим, смеђим, жутим до светлосивим ознакама; црно сив, сив са тамнијим ознакама, седлом и маском. Неприметне мале беле ознаке на прсима као и светле унутрашње стране ногу, допуштене су али нису пожељне. Носна печурка је увек тамна. Пси са слабом маском, изразито светлим очима, светлим ознакама на прсима и унутрашњим деловима ногу, са беличастим ноктима и црвеним врхом репа или испраних боја, оцењују се као слабо пигментисани. Поддлака поседује слаб сиви тон. Бела боја није заступљена.

### Делови тела
Глава пса
Глава је клинастог облика, у складу са величином тела; није груба или издужена. У целокупној појави треба да делује суво, а између ушију умерено широка. Чело је — гледано спреда и са стране — мало заобљено, без или са слабо израженом чеоном браздом. Горњи део главе чини 50% дужине главе. Одозго гледано, иде од ушију ка носу, постепено и равномерно се сужава са косим, али не оштро израженим стопом у клинасто формиран носник. Горња и доња вилица су снажно развијене. Носник је прав, удубљења или испупчења нису пожељна. Усне су затегнуте, добро приљубљене и тамне боје.
Зуби
Вилица мора да буде здрава, снажна и потпуна (42 зуба по зубној формули). Немачки овчар има маказасту вилицу тј. секутићи морају да се маказасто додирују при чему секутићи доње вилице (врхом предње стране) додирују секутиће горње вилице (унутрашњу страну). Тешке мане су предгриз, подгриз и клештаста или пализастна вилица (већи размак међу зубима). Вилице морају бити снажно развијене да би зуби били дубоко усађени.
Очи
Очи су средње величине, бадемастог облика, мало косо постављене; нису буљаве. Боја очију треба да буде што тамнија, пошто светле, бљештаве очи нису пожељне јер кваре утисак о псу.
Уши
Немачки овчар има уши ношене усправно, средње величине, паралелне, неуврнуте на унутра, са шпицастим врховима и шкољкама окренутим према напред. Клемпаве и оборене уши нису заступљене. У покрету или при мировању, уназад ношене уши нису грешка.
Врат
Јак, са добро развијеним мишићима, без фанона. Угао према хоризонтали износи 45°.
Труп
Горња линија се протеже од почетка врата, преко добро формираног гребена, затим преко хоризонталних благо падајућих леђа до благо падајућих сапи без видљивог прекида. Леђа су чврста, снажна и мишићава. Слабински део широк, јак и мишићав. Сапи треба да су дуге и благо падајуће (око 23° према хоризонтали) и да без прекида горње линије повезују репни део.
Груди
Умерене ширине, доњи део груди што је могуће дужи и израженији. Дубина груди треба да износи 45—48% висине гребена.
Ребра
Благо су испупчена. Бачваст грудни кош је тешка мана, као и сувише раван.
Реп
Досеже најмање до скочног зглоба и прелази средину задњег дошапља. Доња страна је нешто више одлакана, ношен у благом луку надоле, у покрету ношен нешто више али не изнад леђне линије. Оперативне корекције нису дозвољене.
Предње ноге
Гледано са свих страна су праве а гледано од напред апсолутно су паралелне. Плећка и надлактица су исте дужине и јаком мускулатурном су причвршћене за труп. Угао који заклапају плећка у надлактице износи 90°, а уобичајено 110°. Лактови не смеју бити истурени или увучени ни при стајању ни у покрету. Подлактице су праве и паралелне, суве и мишићаве. Предње дошапље имају дужину око ⅓ подлактице и заклапају са њом угао до око 21°. Исувише косо достављено предње дошапље као и стрмо предње дошапље утичу на примену и издржљивост.
Задње ноге
Положене су благо уназад, при чему се гледано од позади паралелне. Бутна кост и потколеница су отприлике исте дужине и граде угао од око 120°, а бутине су снажне и мишићаве. Скочни зглобови су снажни и чврсти, а задње дошапље стоји вертикално испод скочног зглоба.
Кожа
Слободно належе, али притом не ствара наборе. Беле пигментације.
Длака
Коректна је оштра длака са развијеном поддлаком. Покровна длака треба да буде што гушћа, права и добро полегла уз тело. На глави укључујући и унутрашњост ушију, предњој страни ногу шапама, као и прстима длака је кратка. На врату је нешто дужа и гушћа. На задњим странама предњих и задњих ногу, све до дошапља или скочног зглоба длака се продужава, а са задње стране бутине ствара гаћице.

### Мане
Свако одступање од наведених тачака у стандарду, мора се сматрати грешком, чија оцена мора бити у правилном односу са степеном одступања.
Дисквалификационе мане
Лоше нарави, уједљиви и нервозни пси. Пси са утврђеном тешком ХД грешком (дисплазија кука). Монорхид, крипторхид, као и пси са изразито неједнаким или закржљаним тестисима. Пси са помереним ушима и грешкама репа. Пси са телесним деформацијама. Пси са грешкама вилице при недостатку 1ХР3 и неки даљи зуб, 1ХС (очњак), 1ЏР4 или ХМ1, односно М2, или укупно три зуба више. Пси са грешкама вилице, подгризање од два млиметра или више, предгриз, укупно неправилан однос секутића. Пси изнад или испод висине гребена више од 1 cm, од прописаног. Албинизам (депигментација). Бела боја длаке. Дуга оштра длака, дуга, мека недовољно чврста прилежућа покровна длака, чупаве ноге и реп са заставицом надоле. Дуга мека длака без поддлаке, већином подељена на средини леђа, заставице на ушима ногама и репу.

## Галерија
- Приказ главе пса изблиза
- Уши су велике и стоје усправно, мада код штенади уши често нису усправне
- Очи су средње величине и смеђе
- Макс фон Штефаниц - оснивач пасмине немачких овчара и први председник Немачког удружења љубитеља овчарских паса (Der Verein für Deutsche Schäferhunde) (на фотографији, заједно са његовим псом - првим регистрованим немачким овчаром по имену Horand von Grafrath
- Немачки овчар (старост: дванаест година)
- Немачки овчар са својим дводневном штенади
- Штене немачког овчара
- Штене немачког овчара (узраст: девет недеља)
- Немачки овчар (старост: три месеца)
- Немачки овчар
- Немачки овчар